# ヒゲワシ
ヒゲワシ（髭鷲、Gypaetus barbatus）は、鳥綱タカ目タカ科ヒゲワシ属に分類される鳥。本種のみでヒゲワシ属を形成する。

## 分布
ユーラシア大陸南西部、アフリカ大陸北部

## 形態
全長115cm。翼を広げると時には3m近くになる。喉部から、髭のようにふさふさとした黒い羽毛が生えている。種小名 barbatusは「髭のある」の意でこの咽頭部の羽毛に由来し、和名と同義。

## 生態
山岳地帯に生息する。
主に動物の死骸の腐肉や、栄養価の高い骨髄を食べる。小さい骨の場合は丸呑みにして、強力な胃酸で骨もろとも骨髄を消化する。また、一度に飲み込めないほどの大きな骨やカメ等の硬い獲物を上空から岩の上などに落として割り、飲み込みやすいサイズにしてから食べる。
岩棚に営巣し、1個の卵を産む。

## 保全状態評価
- NEAR THREATENED (IUCN Red List Ver. 3.1 (2001))
- ワシントン条約附属書II
- 中国国家一級重点保護野生動物

## 人間との関係
アラビアンナイトに登場する怪鳥ロックは、この鳥がモデルという説もある。古代ギリシアで三大悲劇詩人の一人であるアイスキュロスの頭を岩と間違えたワシが、カメを落としてアイスキュロスを死亡させたとの逸話は、ヒゲワシの生態と一致する。
静岡県の日本平動物園は、日本で唯一ヒゲワシを飼育展示している。

## 画像

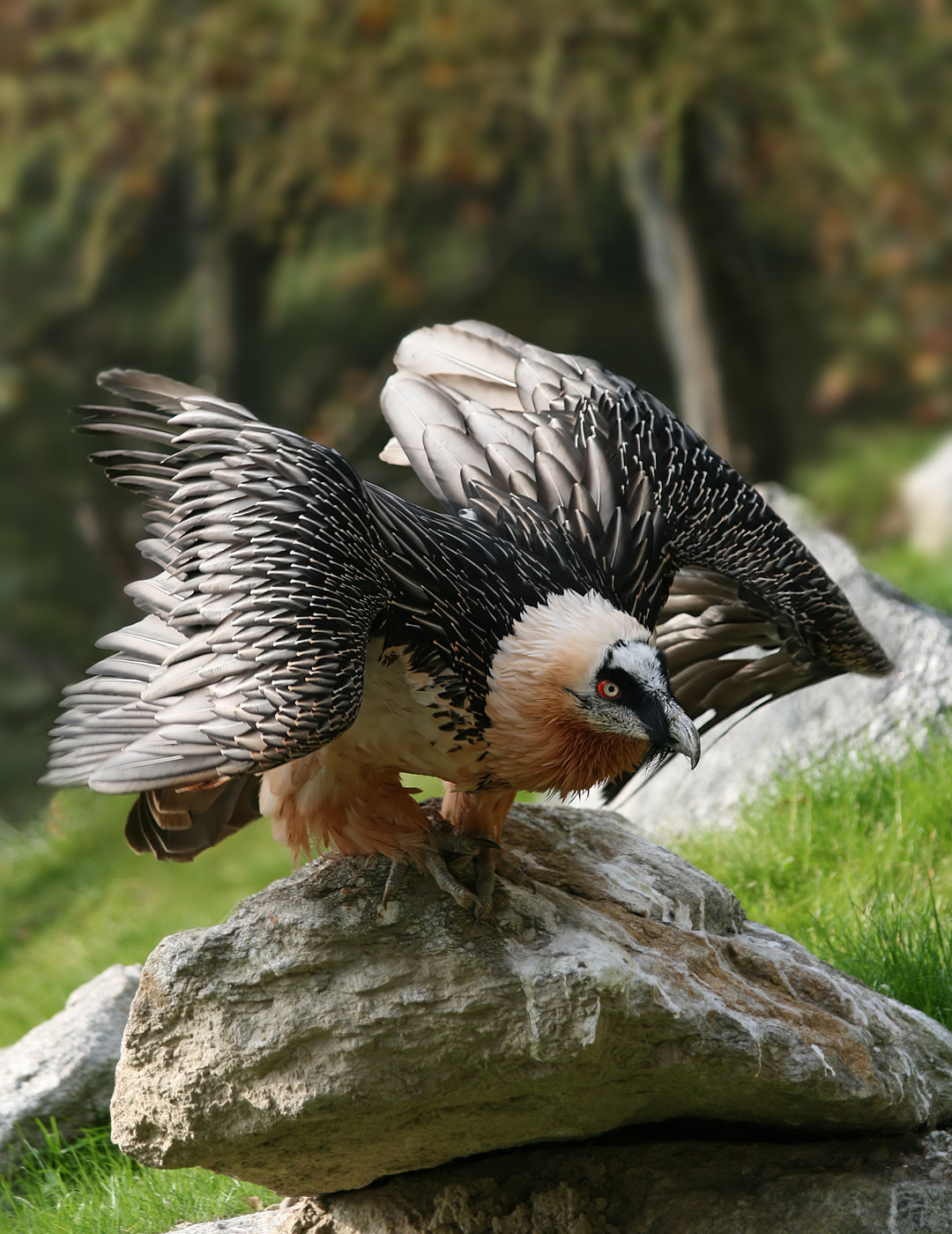
Detailed wings
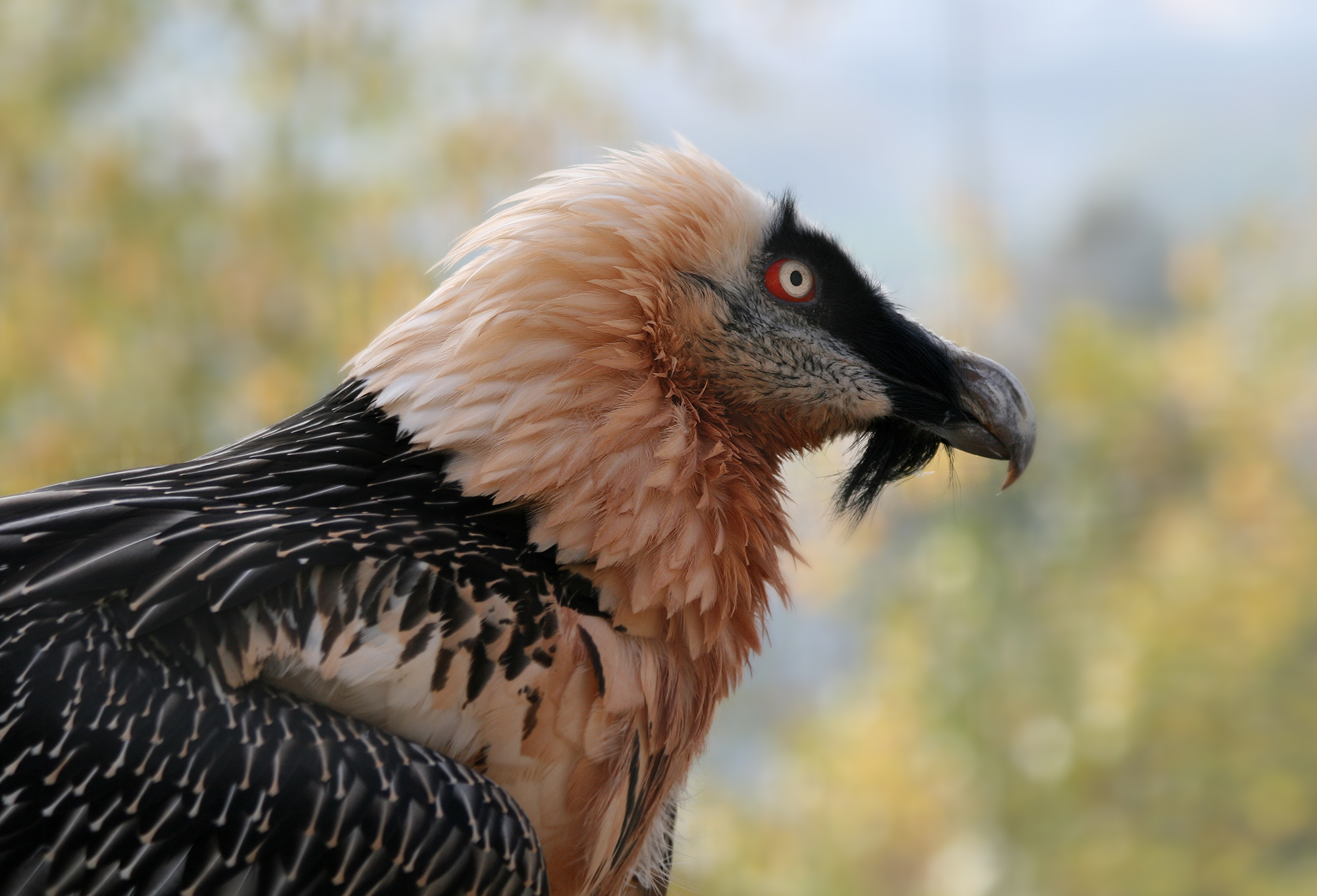
Detailed head
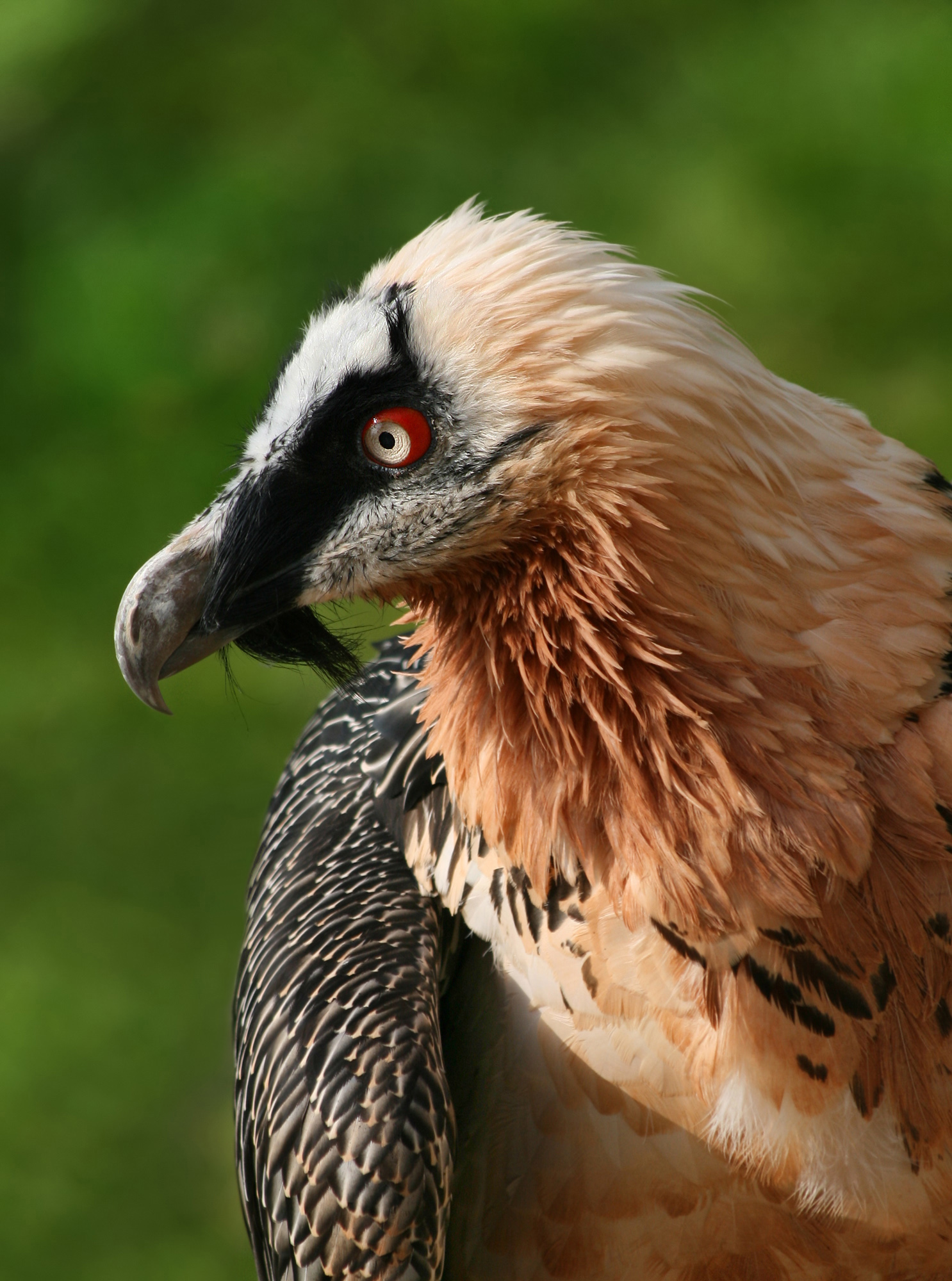
Detailed head
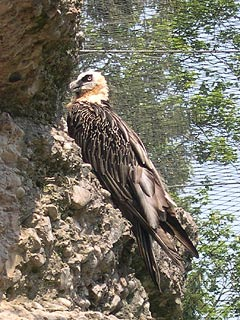
ヒゲワシ Gypaetus barbatus
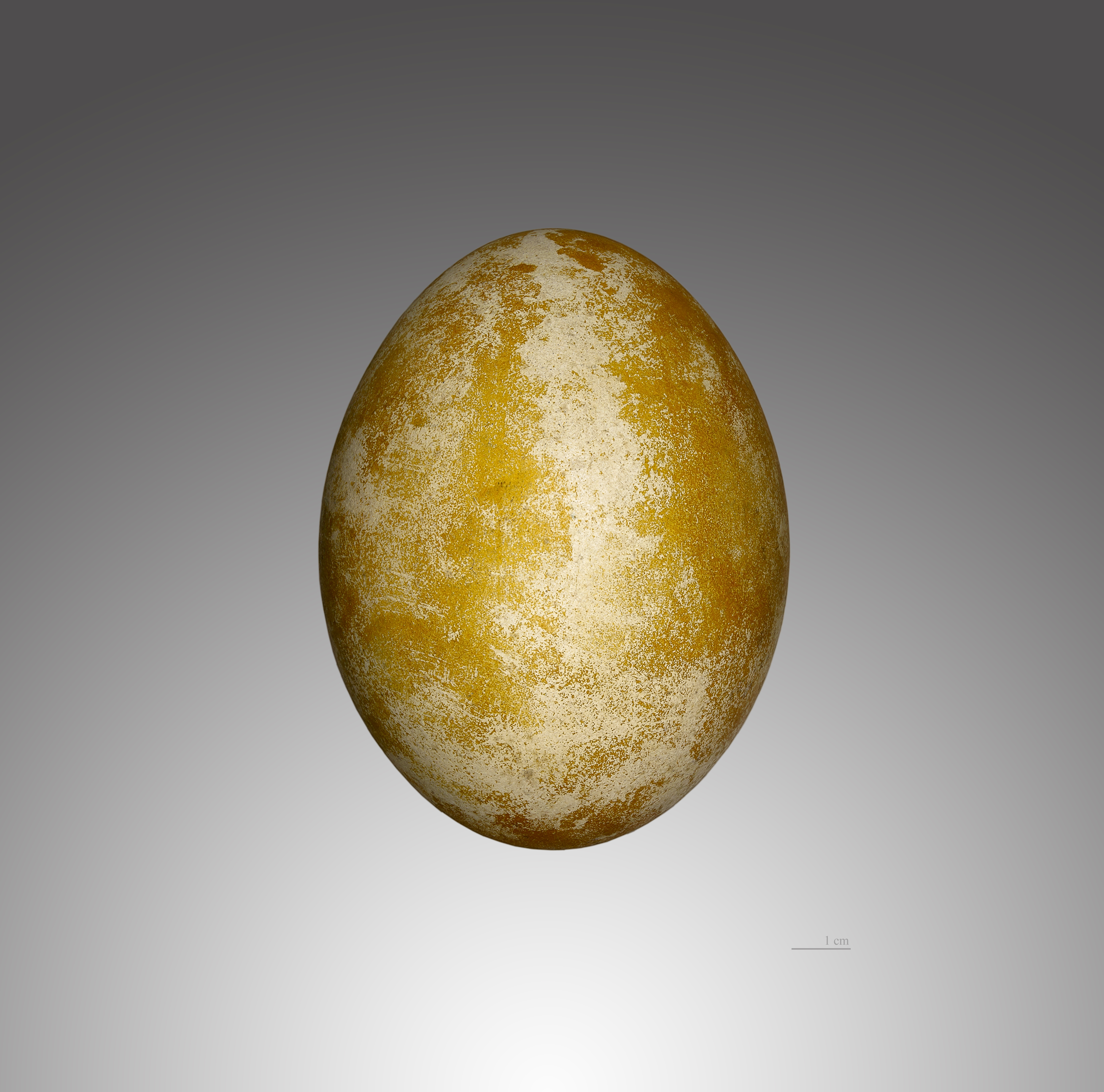
Gypaetus barbatus aureus
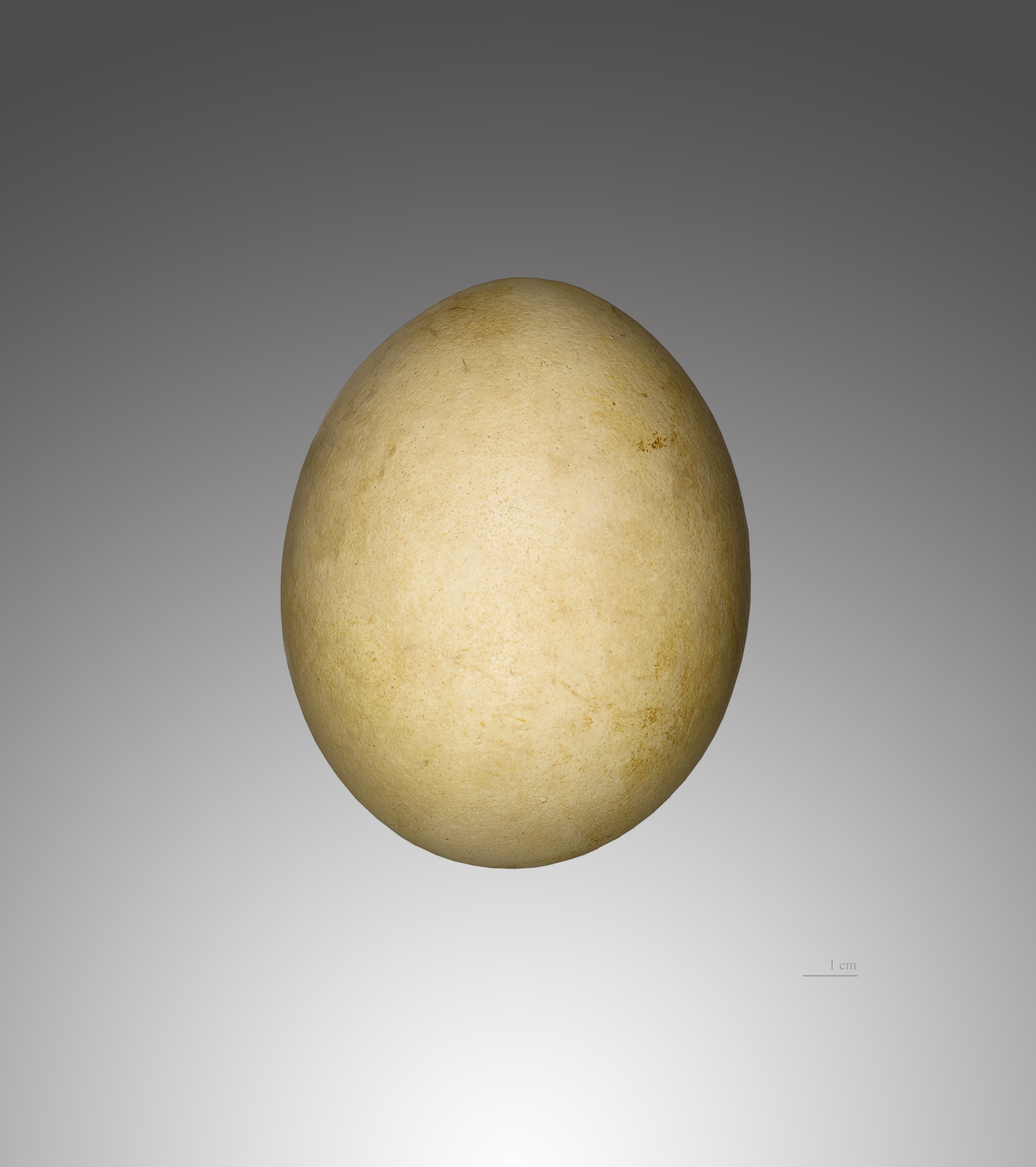
Gypaetus barbatus hemachalanus